# Cunegonda (nome)
Cunegonda  è un nome proprio di persona italiano femminile.

## Varianti
- Femminili: Conegonda[1]
- Maschili: Cunegondo[1][2][3], Conegondo[1]

### Varianti in altre lingue
- Basso-tedesco: Künnecke
- Catalano: Cunegunda[4]
- Ceco: Kunhuta
- Francese: Cunégonde[5][6]
- Germanico: Chunigunda[7], Chunigund[7], Cunigund[7][5], Chunigundis[7], Cunigundis[7][3], Kunigund[7], Kunigunde[7]
- Inglese: Cunigunde
- Latino: Chunegunda[1]
  - Maschili: Chunegundus[1]
- Lituano: Kunigunda
- Olandese: Kunigonde[5]
- Polacco: Kunegunda[5]
  - Ipocoristici: Kinga[8]
- Portoghese: Cunegunda
- Spagnolo: Cunegunda[4]
- Svedese: Kunigunda
- Tedesco: Kunigunde[5][6], Kunigund[3]
  - Ipocoristici: Kinge[8]
- Ungherese: Kunigunda
  - Ipocoristici: Kinga[8][9]

## Origine e diffusione
Deriva dal nome germanico Chunigunda, formato dalle radici chun (o kuni, kunja, "stirpe", "clan", "famiglia", ma anche "audace", "coraggioso") e gund (o gunth, "guerra", "battaglia", "combattimento"). Entrambi gli elementi sono frequenti nell'onomastica germanica: il primo si ritrova anche in Kuno, Corrado e Cuniberto, il secondo in Günther, Gontrano, Consalvo, Aldegonda e Ildegonda.
In Italia il nome gode di poca fortuna, anche a causa della sua solennità e pesantezza, sopravvivendo (quasi solo al femminile) in alcune zone del Veneto e dell'Emilia-Romagna, principalmente grazie al culto di santa Cunegonda, imperatrice di Germania.

## Onomastico
L'onomastico si festeggia il 3 marzo in ricordo di santa Cunegonda, imperatrice di Germania come moglie di Enrico II. Con questo nome si ricordano anche santa Kinga o Cunegonda, regina e patrona della Polonia, festeggiata il 24 luglio, e santa Cunegonda, una delle leggendarie compagne di sant'Orsola, martire a Rapperswil.

## Persone
- Cunegonda, imperatrice di Germania
- Cunegonda d'Austria, arciduchessa d'Austria

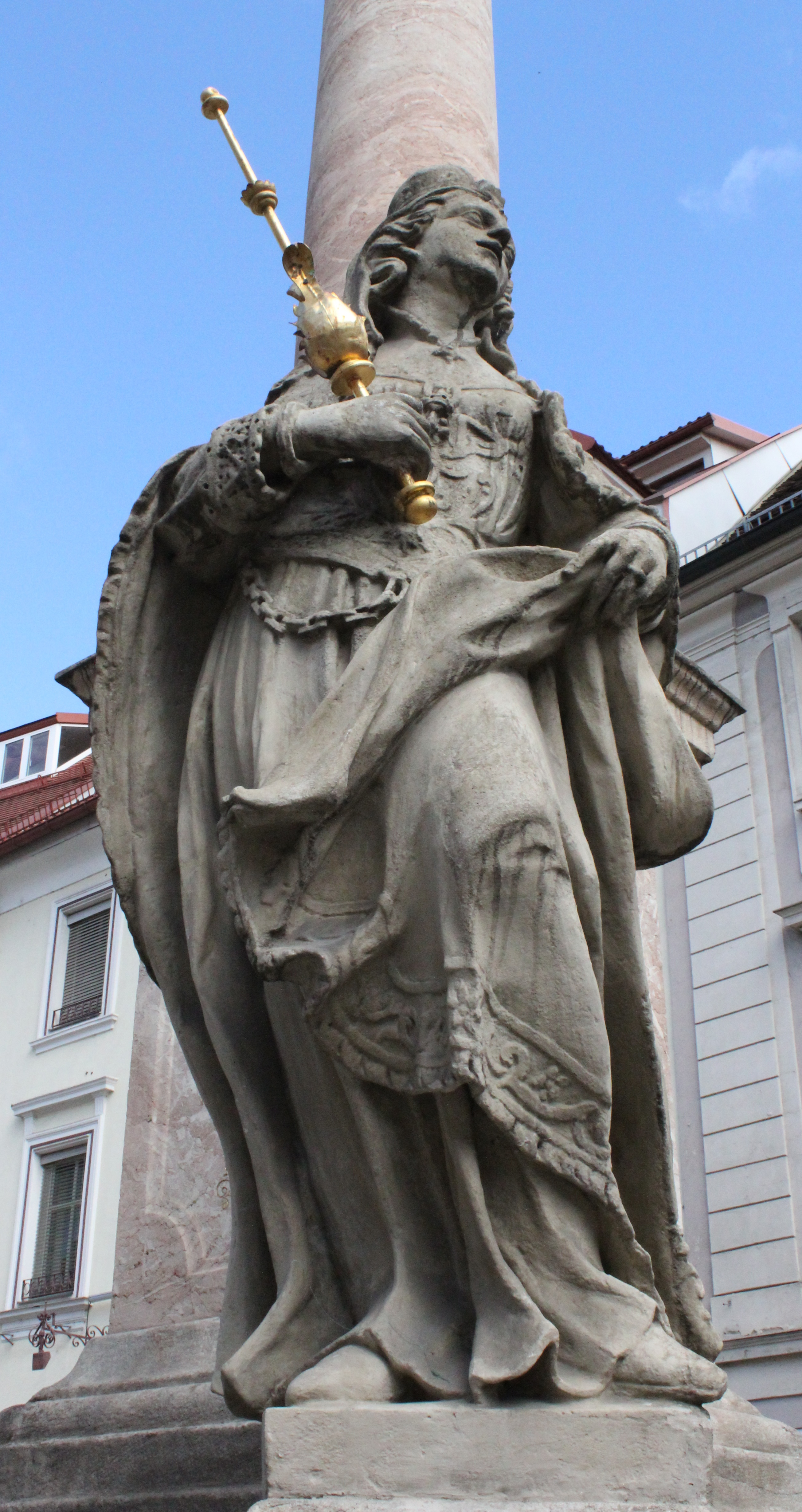
Cunegonda, imperatrice di Germania

- Cunegonda di Altdorf, marchesa d'Este
- Cunegonda di Brandeburgo-Bayreuth, margravia di Baden-Durlach
- Cunegonda di Slavonia, regina consorte e reggente di Boemia
- Cunegonda di Sternberg, nobile boema
- Cunegonda di Svevia, regina di Boemia

### Variante Kinga
- Kinga di Polonia, regina di Polonia
- Kinga Bóta, canoista ungherese
- Kinga Choszcz, scrittrice polacca
- Kinga Czigány, canoista ungherese
- Kinga Czuczor, modella ungherese
- Kinga Kasprzak, pallavolista polacca
- Kinga Maculewicz, pallavolista polacca naturalizzata francese

## Il nome nelle arti
- Cunegonda è un personaggio del racconto filosofico di Voltaire Candido.
- Cunegonda è un personaggio dell'opera teatrale di Heinrich von Kleist Caterina di Heilbronn.